# Rhinella sebbeni
Espèce
Rhinella sebbeni est une espèce d'amphibiens de la famille des Bufonidae.

## Répartition
Cette espèce est endémique du Goiás au Brésil. Elle se rencontre dans les municipalités de Niquelândia, d'Ouro Verde de Goiás et de Goiânia.

## Description
Les 4 spécimens adultes mâles observés lors de la description originale mesurent entre 48,5 mm et 59,7 mm de longueur standard et les 9 spécimens adultes femelles observés lors de la description originale mesurent entre 54,7 mm et 66,7 mm de longueur standard.

## Étymologie
Cette espèce est nommée en l'honneur d'Antonio Sebben.

## Publication originale
- Vaz-Silva, Maciel, Bastos & Pombal, 2015 : Revealing two new species of the Rhinella margaritifera species group (Anura, Bufonidae): An enigmatic taxonomic group of Neotropical toads. Herpetologica, vol. 71, p. 212–222.